# Свента-Катажина (станция)
Свента-Катажина (пол. Święta Katarzyna) — пассажирская и грузовая железнодорожная станция в селе Свента-Катажина в гмине Сехнице, в Нижнесилезском воеводстве Польши. Имеет 2 платформы и 2 пути.
Станция была построена на железнодорожной линии Ополе — Бжег — Вроцлав в 1842 году, когда село Свента-Катажина (нем. Cattern) было в составе Королевства Пруссия.